# Erika Lust
Erika Lust, pseudonimo di Erika Hallqvist (Stoccolma, 1º gennaio 1977), è una regista, produttrice cinematografica e scrittrice svedese femminista.

## Biografia
Erika Lust nasce a Stoccolma nel 1977 e studia scienze politiche, in particolare approfondendo sessualità e femminismo, all'Università di Lund. Durante i suoi studi, si imbatte nel libro di Linda Williams Hard Core: Power, Pleasure, and the Frenzy of the Visible, grazie al quale decide di impegnarsi per creare un nuovo tipo di porno, diverso da quello classico considerato maschilista (nel senso che ne è al centro il solo piacere maschile) e poco realistico.
Lo scopo di Erika Lust è quello di permettere alle donne di esprimere la propria visione del sesso attraverso la pornografia, sia come attrici non necessariamente sottoposte agli "obblighi" del porno classico (quali quello della depilazione o del corpo femminile e maschile perfetto), sia come registe. La regista crede fortemente nelle capacità educative della pornografia e, come spesso ha affermato, è sicura che una pornografia più realistica possa migliorare il primo approccio con il sesso degli adolescenti e, quindi, i loro rapporti sessuali da adulti.
Nel 2000 si trasferisce a Barcellona dove inizia la sua carriera nella pornografia femminista con The Good Girl, distribuito gratuitamente su internet e visualizzato milioni di volte a pochi giorni dall'uscita. Ha fondato la compagnia Lust Films e ha vinto diversi importanti premi, tra cui il primo premio per Short X-Film al Barcelona International Erotic Film Festival nel 2005 per The Good Girl, Miglior Sceneggiatura al Barcelona International Erotic Film Festival nel 2007 per Five Hot Stories For Her, e Miglior Film per Adulti all'Eroticline Award di Berlino sempre per Five Hot Stories For Her. Lust, che vive e lavora a Barcellona, ha inoltre scritto e pubblicato cinque libri.

## Opere

### Filmografia

#### Film
- Five Hot Stories For Her (2007)
- Barcelona Sex Project (2008)
- Life Love Lust (2010)
- Cabaret Desire (2017)
- The Wedding (2023)

#### Cortometraggi
- The Good Girl (2004)
- Handcuffs (2009)
- Love Me Like You Hate Me (2010)

### Libri
- (ES) Erika Lust, Porno para mujeres : una guía femenina para entender y aprender a disfrutar del cine X, Santa Cruz de Tenerife, Editorial Melusina S.L., 2008, ISBN 978-84-96614-60-4.
- (EN) Erika Lust, Good Porn : A Woman's Guide, traduzione di llo spagnolo in inglese da X. P. Callahan, Berkeley, Ca, Seal Pr, giugno 2010, ISBN 978-1-58005-306-8.
- Erika Lust, Per lei : guida al cinema erotico che piace anche alle donne, Venezia, Light Box, marzo 2009, ISBN 978-88-6384-007-0.
- (FR) Erika Lust, Porno pour elles, Parigi, Eyrolles, settembre 2010, ISBN 978-2-212-12854-3.
- (DE) Erika Lust, Porno für Frauen, a cura di Carolin Müller, traduzione di Christian Sönnichsen, Heyne Taschenbuch, settembre 2010, ISBN 978-3-453-67572-8.
- (FR) Erika Lust, 120 Lieux de Plaisir en Europe. du Libertin au Porno Chic, Lyon, Tectum Editions, 2010, ISBN 978-94-90822-05-7.
- (DE) Erika Lust, Nächte in Barcelona: Erotischer Roman, tradotto in tedesco da Christian Sönnichsen, Monaco, Heyne Taschenbuch, aprile 2014, ISBN 978-3-453-67674-9.
- (ES) Erika Lust, Por qué las suecas son un mito erótico, Barcellona, Océano Ambar, marzo 2011, ISBN 978-84-7556-739-6.
- (ES, EN, DE) Erika Lust, La Biblia Erotica De Europa: De lo mas Kinky a lo mas Chic, Madrid, Ilus Books, 2010, ISBN 978-84-938183-8-8.
- (EN) Erika Lust, Love Me Like You Hate Me. Lessons in pleasure and pain, novembre 2010, ISBN 978-94-90822-06-4 (archiviato dall'url originale il 17 novembre 2015).
- (ES, EN) Erika Lust, Let's Make a Porno. A practical guide to film sex, traduzione dallo spagnolo all'inglese di Jarrah Strunin, Barcellona, settembre 2013, ISBN non esistente. URL consultato il 24 dicembre 2015 (archiviato dall'url originale il 25 dicembre 2015).
- (ES, DE) Erika Lust, La Canción de Nora, Barcellona, Espasa, febbraio 2013, ISBN 978-84-96614-60-4 (archiviato dall'url originale il 5 marzo 2016).